# Antoniuskirche (Mathon)

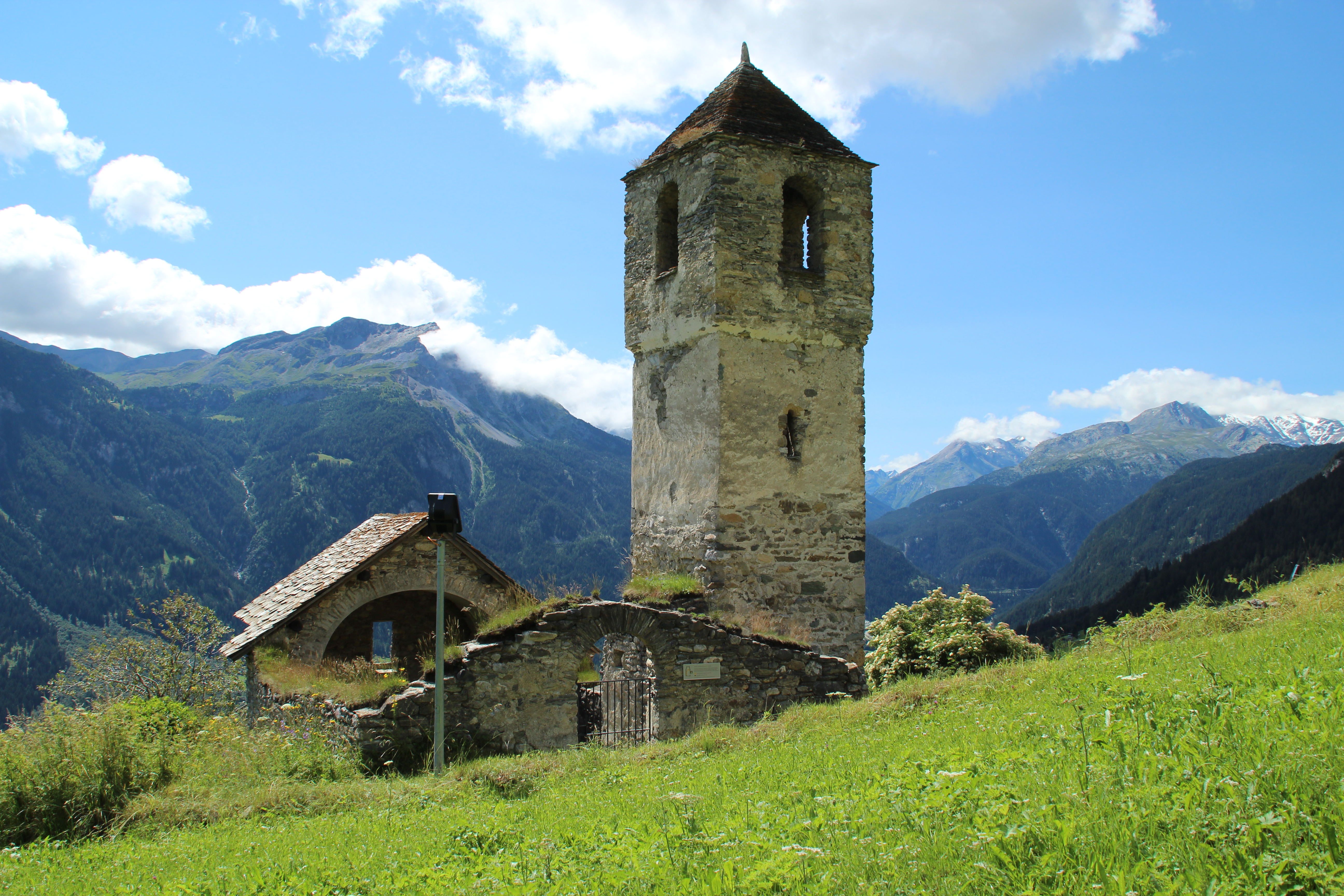
Ansicht von Süden

Die Ruinen der alten Antoniuskirche stehen unterhalb des Dorfes Mathon in der Gemeinde Muntogna da Schons im schweizerischen Kanton Graubünden.

## Geschichte

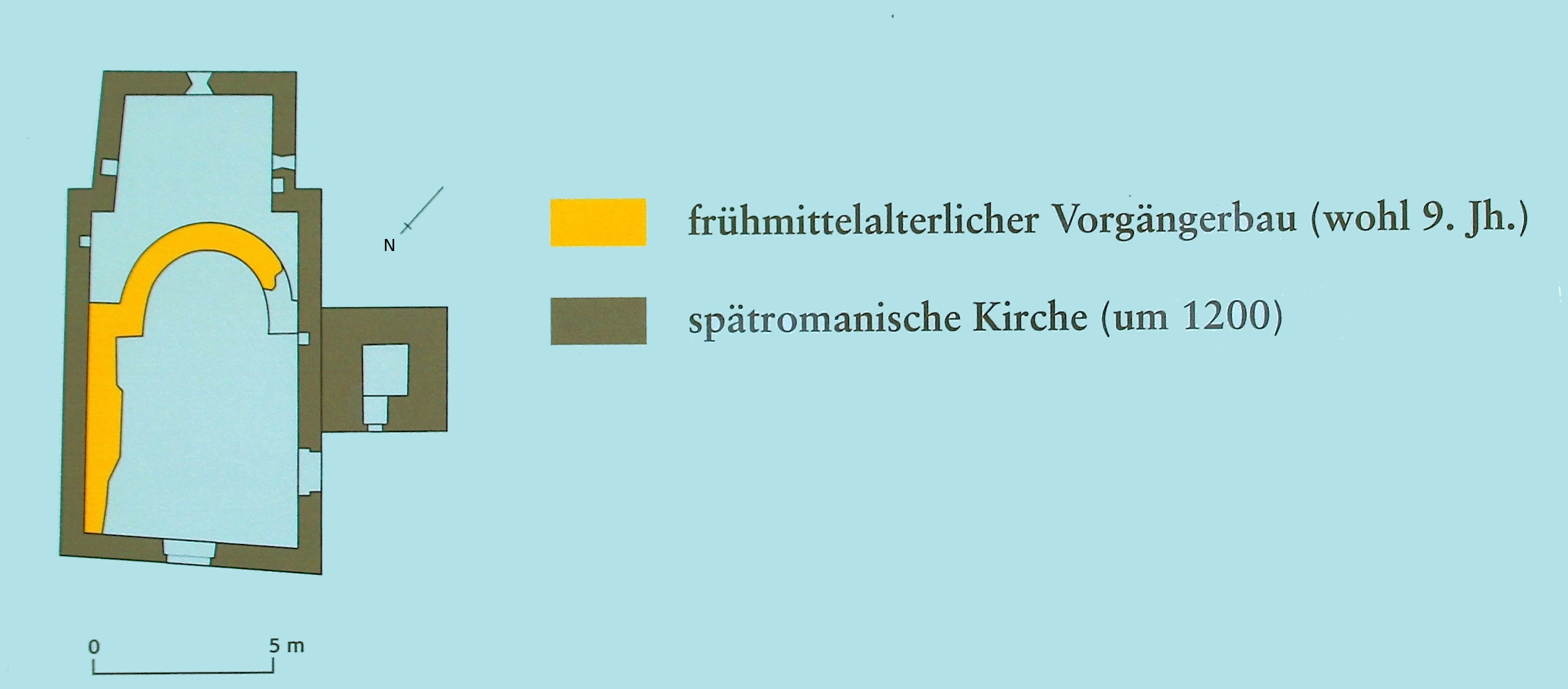
Bauphasen

Schriftliche Unterlagen über den Bau der Antoniuskirche fehlen; erstmals wird 831 eine Kirche in Mathon erwähnt. Die heute sichtbaren Ruinen der Kirchenruine St. Antonius stammen aus dem Beginn des 13. Jahrhunderts. Anlässlich einer Grabung im Jahr 1956 wurde eine halbrunde Apsis aus spätkarolingischer Zeit freigelegt, die bis zum Chor des Nachfolgerbaus reichte. Die zahlreich gefundenen Fragmente vorromanischer und romanischer Zeit werden heute im Depot des Rätischen Museums aufbewahrt.
Um 1528 wurde der Turm erhöht. Nach dem Bau der neuen Kirche im Dorf wurde der alte Bau aufgegeben und begann zu zerfallen. 1969 wurden die Ruinen gesichert, Turm und Chor wurden neu eingedeckt.

## Bau

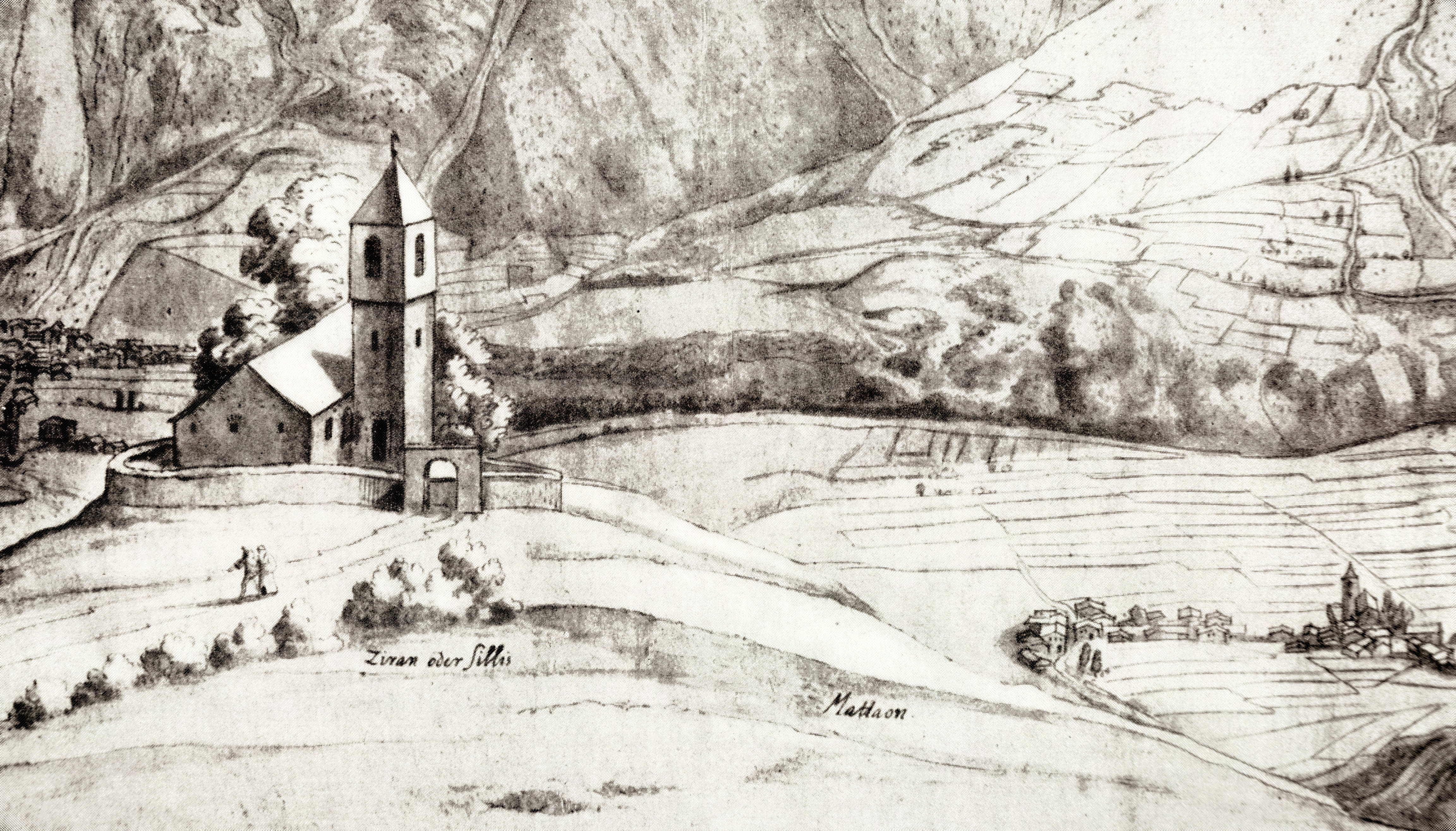
Darstellung von
Jan Hackaert, 1655

Erhalten haben sich der Turm mit dem auskragenden spätgotischen Glockengeschoss von 1528, die Mauern des spätromanischen Schiffs und des gerade abgeschlossenen Chors mit Tonnenwölbung, die Scheitelhöhe beträgt 3,2 Meter. An der rechten Chorwand haben sich einige spärliche Farbreste erhalten; an der Ostwand des Schiffs sind am Sockel noch Reste eines Würfelmusters in Grau und Weiss zu erkennen. Erwin Poeschel vermutet, dass das Schiff vollständig bemalt war.
An der Ostwand des Turms haben sich wenige Reste eines bis zum Glockengeschoss reichenden monumentalen Gemäldes erhalten, vielleicht einer Darstellung des Christophorus.
Einen Eindruck des Aussehens der früheren Kirche vermittelt die Zeichnung von Jan Hackaert aus dem Jahr 1655. Ein Satteldach bedeckte Schiff und Chor, eine Mauer mit Rundbogentor umgab den Friedhof.

## Galerie

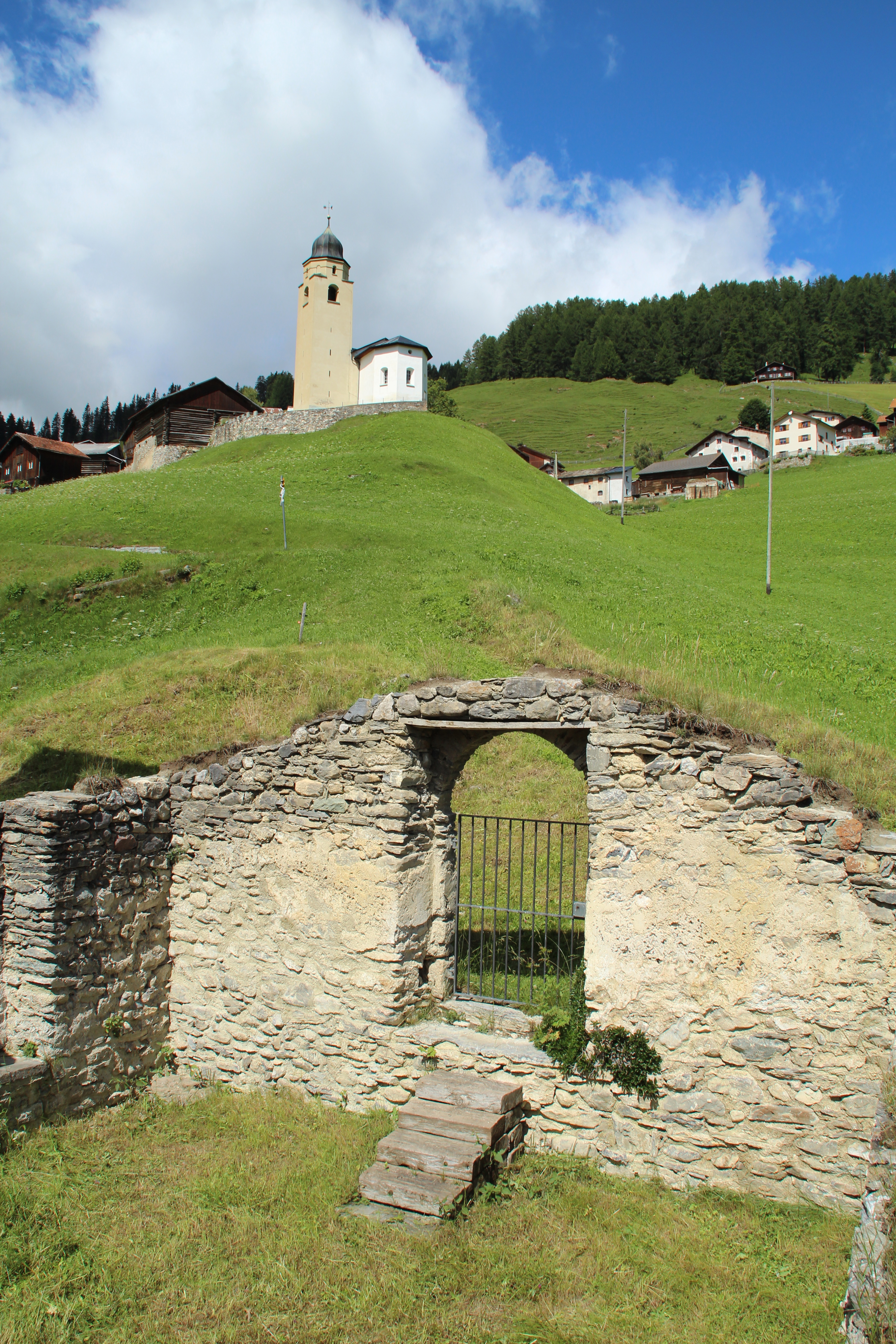
Eingang
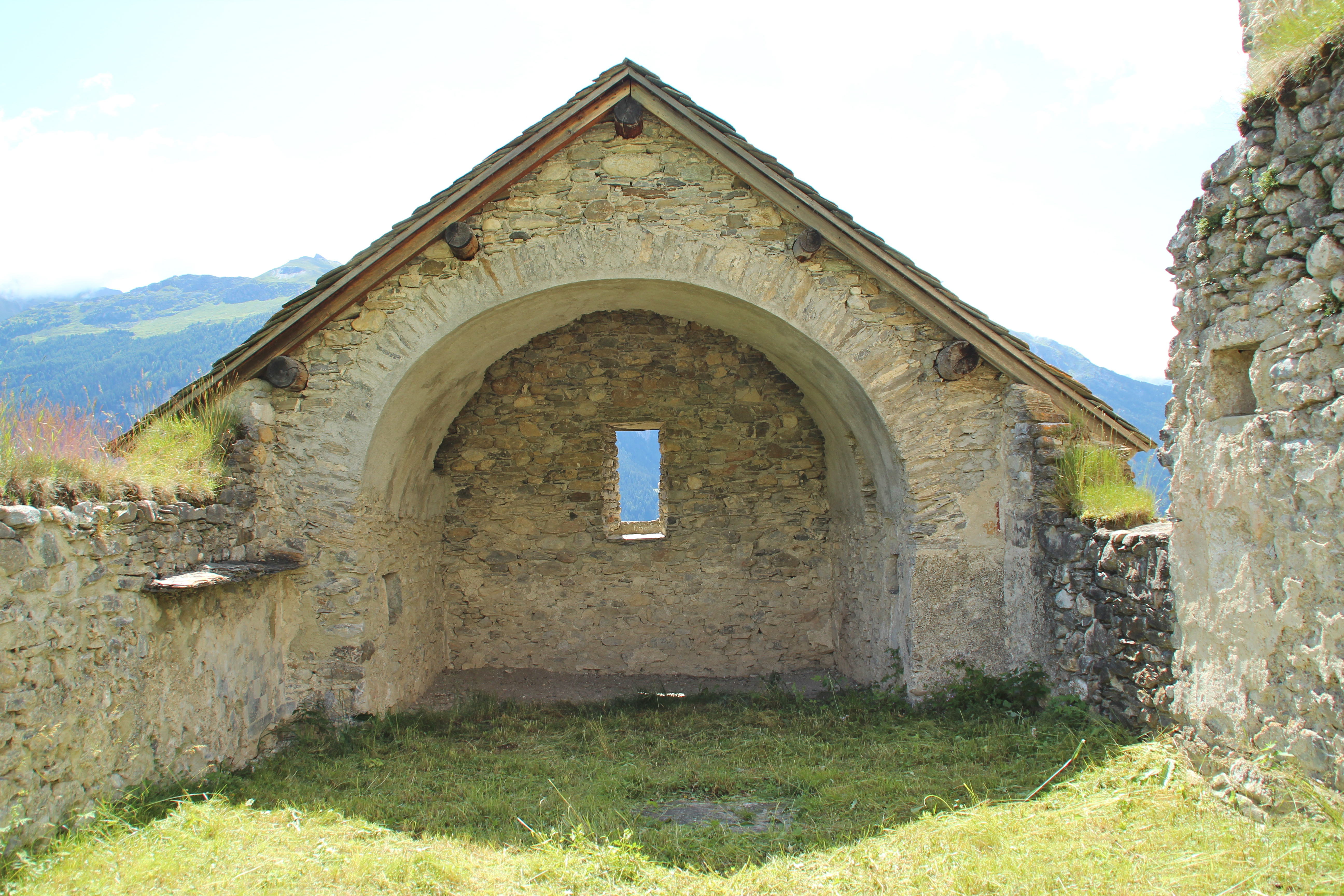
Innenraum
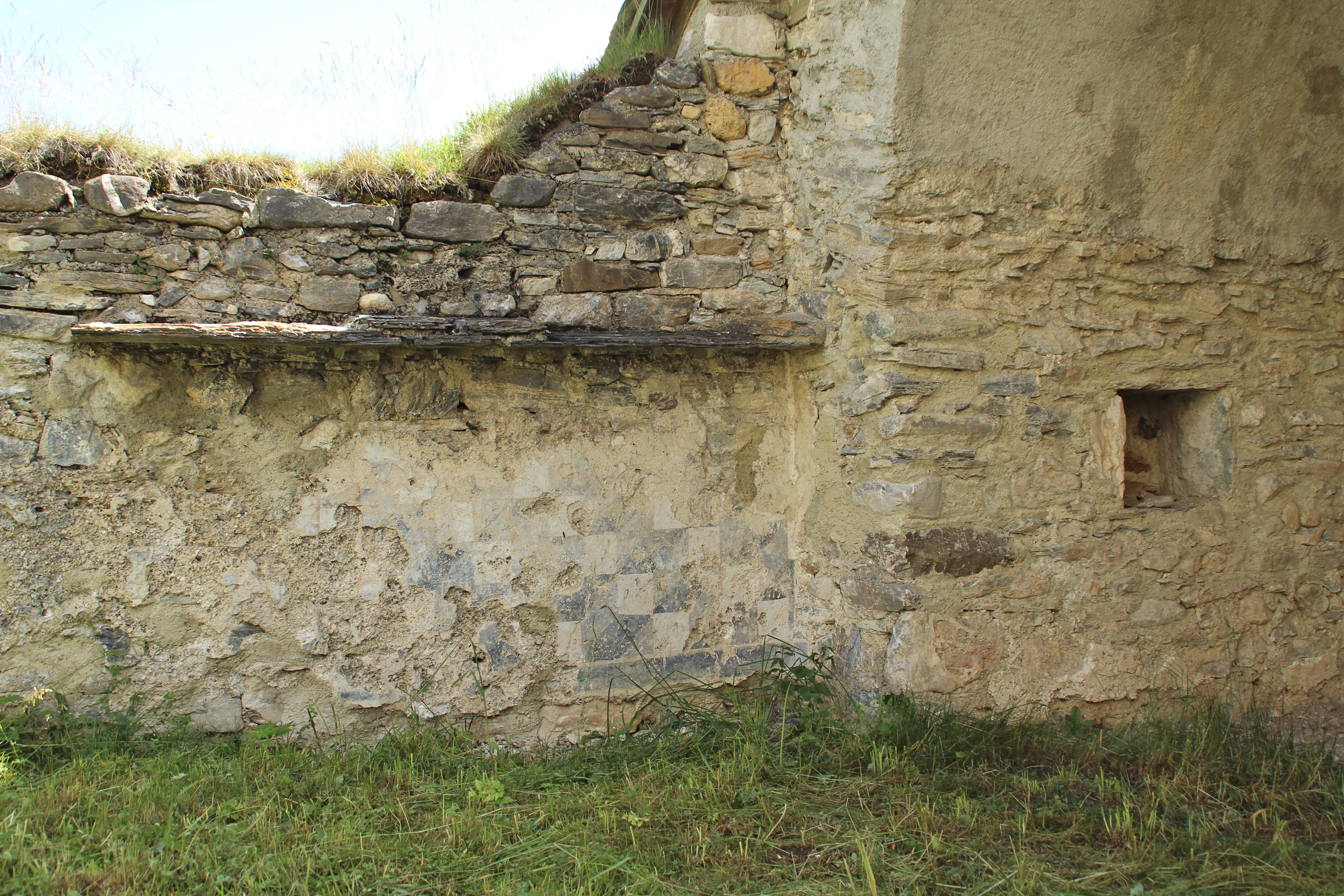
Ostwand mit Bemalungsresten
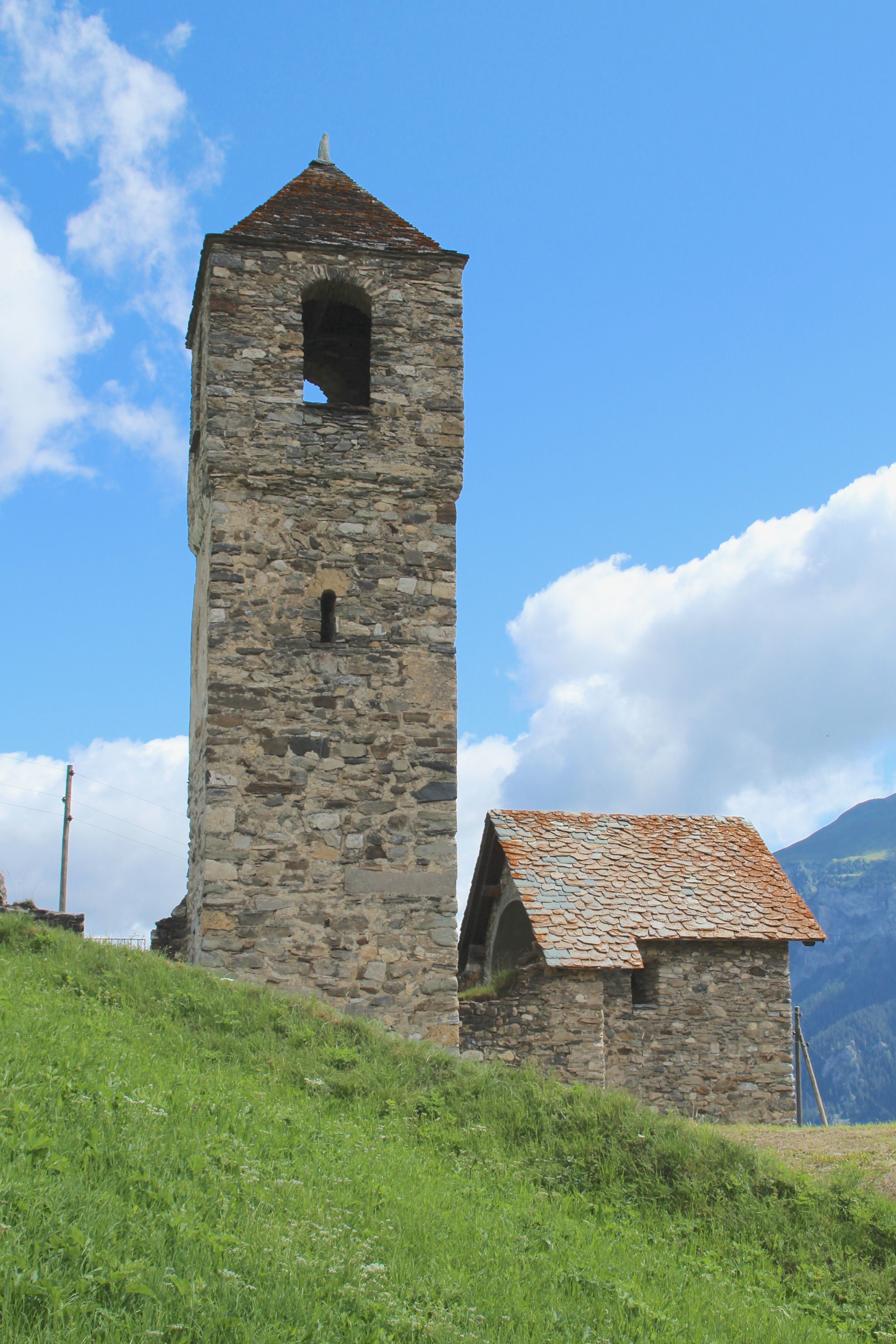
Ansicht von Westen